# Fouquières-lès-Béthune
Fouquières-lès-Béthune és un municipi francès situat al departament del Pas de Calais i a la regió dels Alts de França. L'any 2007 tenia 1.100 habitants.

## Demografia

### Població
El 2007 la població de fet de Fouquières-lès-Béthune era de 1.100 persones. Hi havia 424 famílies de les quals 80 eren unipersonals (20 homes vivint sols i 60 dones vivint soles), 160 parelles sense fills, 156 parelles amb fills i 28 famílies monoparentals amb fills.
La població ha evolucionat segons el següent gràfic:
Habitants censats

### Habitatges
El 2007 hi havia 464 habitatges, 437 eren l'habitatge principal de la família, 2 eren segones residències i 26 estaven desocupats. 442 eren cases i 20 eren apartaments. Dels 437 habitatges principals, 337 estaven ocupats pels seus propietaris, 88 estaven llogats i ocupats pels llogaters i 11 estaven cedits a títol gratuït; 1 tenia una cambra, 12 en tenien dues, 36 en tenien tres, 113 en tenien quatre i 274 en tenien cinc o més. 352 habitatges disposaven pel capbaix d'una plaça de pàrquing. A 198 habitatges hi havia un automòbil i a 209 n'hi havia dos o més.

### Piràmide de població
La piràmide de població per edats i sexe el 2009 era:
| Homes | Edats   | Dones |
| ----- | ------- | ----- |
| 0     | 95 o +  | 0     |
| 0     | 90 a 94 | 4     |
| 0     | 85 a 89 | 8     |
| 8     | 80 a 84 | 8     |
| 8     | 75 a 79 | 16    |
| 12    | 70 a 74 | 32    |
| 28    | 65 a 69 | 36    |
| 28    | 60 a 64 | 36    |
| 28    | 55 a 59 | 36    |
| 76    | 50 a 54 | 56    |
| 68    | 45 a 49 | 60    |
| 48    | 40 a 44 | 44    |
| 28    | 35 a 39 | 28    |
| 28    | 30 a 34 | 28    |
| 20    | 25 a 29 | 28    |
| 44    | 20 a 24 | 20    |
| 32    | 15 a 19 | 73    |
| 28    | 10 a 14 | 40    |
| 32    | 5 a 9   | 36    |
| 32    | 0 a 4   | 8     |

## Economia
El 2007 la població en edat de treballar era de 737 persones, 485 eren actives i 252 eren inactives. De les 485 persones actives 448 estaven ocupades (240 homes i 208 dones) i 37 estaven aturades (19 homes i 18 dones). De les 252 persones inactives 106 estaven jubilades, 78 estaven estudiant i 68 estaven classificades com a «altres inactius».

### Ingressos
El 2009 a Fouquières-lès-Béthune hi havia 439 unitats fiscals que integraven 1.091,5 persones, la mediana anual d'ingressos fiscals per persona era de 21.692 €.

### Activitats econòmiques
Dels 50 establiments que hi havia el 2007, 1 era d'una empresa de fabricació d'altres productes industrials, 4 d'empreses de construcció, 29 d'empreses de comerç i reparació d'automòbils, 1 d'una empresa de transport, 6 d'empreses d'hostatgeria i restauració, 1 d'una empresa d'informació i comunicació, 1 d'una empresa financera, 3 d'empreses immobiliàries, 1 d'una empresa de serveis, 1 d'una entitat de l'administració pública i 2 d'empreses classificades com a «altres activitats de serveis».
Dels 6 establiments de servei als particulars que hi havia el 2009, 2 eren tallers de reparació d'automòbils i de material agrícola, 1 paleta, 1 fusteria, 1 lampisteria i 1 restaurant.
Dels 13 establiments comercials que hi havia el 2009, 1 era un hipermercat, 1 una fleca, 1 una llibreria, 1 una botiga de roba, 1 una botiga d'equipament de la llar, 4 botigues de mobles, 3 botigues de material esportiu i 1 una botiga de material esportiu.

## Equipaments sanitaris i escolars
El 2009 hi havia 1 escola maternal i 1 escola elemental.

## Poblacions més properes
El següent diagrama mostra les poblacions més properes.